# Johan Gustaf af Donner
Johan Gustaf af Donner, född 1 januari 1730, död 31 juli 1808 i Umeå socken, var en svensk militär och ämbetsman.
af Donner var först kadett vid holländska Amiralitetet 1748–1749 men blev fänrik vid Posseska regementet 1749, löjtnant där 1754 och kapten där 1759. Han blev major i armén 1761 och major vid Helsinge regemente 1767, överstelöjtnant vid Västerbottens regemente 1779 och överste i armén 1786. Han var chef för Umeå kompani mellan 1779 och 1795.
Åren 1789–1795 var af Donner landshövding i Västerbottens län. Han adlades 1772 och blev riddare av Svärdsorden 1767.
af Donner var son till kvartermästaren Svante Donner och Anna Catharina von Brehmer samt bror till översten Blasius af Donner. Han var gift med Sofia Barbara von Lepel, som var dotter till regeringsrådet Gustaf Wilhelm von Lepel. Av makarnas barn blev sonen Wilhelm Gustaf af Donner överstelöjtnant vid Västerbottens regemente och dottern Sofia Elisabet Fredrika af Donner gift med stabskaptenen Johan Hollsten i Skellefteå.